# James Gammon
James Gammon (* 20. April 1940 in Newman, Illinois; † 16. Juli 2010 in Costa Mesa, Kalifornien) war ein US-amerikanischer Schauspieler.

## Leben
Er wuchs in Orlando (Florida) auf, wo die Familie Gammon über Jahrzehnte ansässig war. Bis zu seinem Tod hatte er neben seinem Wohnsitz in Kalifornien seinen Hauptwohnsitz in Ocala, Marion County (Florida). Sein Vater war Musiker. Bevor er Schauspieler wurde, war er als Kameramann für das Fernsehen tätig. 
Sein Filmdebüt gab er 1967 in einer kleinen Rolle in dem Gefängnisfilm Der Unbeugsame von Stuart Rosenberg neben Paul Newman. In der Folgezeit wurde er meistens in Nebenrollen besetzt als ruppiger Charakter in zahlreichen Kinofilmen, Fernsehserien und Fernsehfilmen, vor allem auch in Western. Er wurde zu einem bekannten Gesicht durch Gastrollen in Westernserien wie Rauchende Colts, Bonanza und Die Leute von der Shiloh Ranch, aber auch in Krimi-Serien wie Drei Engel für Charlie, Cannon und Petrocelli. In der Familienserie Die Waltons gab er acht Folgen lang den „Zach Rosswell“. Neben Whoopi Goldberg verkörperte er in der Serie Bagdad Cafe über 15 Folgen lang den „Rudy“. Seine Markenzeichen waren seine schroffe, raubeinige Erscheinung und seine ausgeprägte „Whisky-Stimme“. 
Am bekanntesten sind seine Rollen als „Coach Lou Brown“ in den Die Indianer von Cleveland-Filmen mit Charlie Sheen und Tom Berenger und als „Nick Bridges“, Vater von „Nash Bridges“ (verkörpert von Don Johnson), der Titelfigur aus der gleichnamigen Fernsehserie. Mehrfach stand er gemeinsam mit Kevin Costner vor der Kamera, so 1985 in dem Western Silverado und zuletzt 2009 in The New Daughter. Insgesamt war er in mehr als 130 Produktionen zu sehen.
Er übernahm auch Sprechrollen in Animationsfilmen, so 1999 gleich drei („Marv Loach“, „Floyd Turbeaux“ und „General Sudokoff“) im US-amerikanischen Original von Der Gigant aus dem All.
Gammon war ein Freund des Theaters: In den 1970er Jahren gründete er in Hollywood ein kleines Privattheater. In den 1990er Jahren machte er sich einen Namen als Theaterschauspieler mit der Steppenwolf Theatre Company in Chicago. Im Stadttheater seines Wohnortes Ocala stand er 2002 als König Lear von William Shakespeare auf der Bühne.
Gammon war mit der Theaterproduzentin und -managerin Jane Kapusta verheiratet, mit der er zwei Kinder hatte. Neben der Schauspielerei widmete er sich der Pferdezucht für Englische Vollblüter. Er starb nach längerem Leiden an Krebs.

## Filmografie (Auswahl)
- 1967: Der Unbeugsame (Cool Hand Luke)
- 1969: Ein Mann, den sie Pferd nannten (A Man Called Horse)
- 1975: Die Straßen von San Francisco  (Fernsehserie, Folge Nur Julie weiß es!)
- 1977: Drei Engel für Charlie (Fernsehserie, 1976) (Charlie's Angels; Folge Eiskalter Terror)
- 1980: Urban Cowboy
- 1980: Mit Vollgas nach San Fernando (Any Which Way You Can)
- 1985: Silverado
- 1985: Noon Wine
- 1985: Crazy for You (Vision Quest)
- 1985: Mord ist ihr Hobby (Murder, She Wrote, Fernsehserie, eine Folge)
- 1987: Made in Heaven
- 1988: Milagro – Der Krieg im Bohnenfeld (The Milagro Beanfield War)
- 1985: Flammender Sommer (The long hot Summer)
- 1989: Die Indianer von Cleveland (Major League)
- 1990: Ich liebe Dich zu Tode (I Love You to Death)
- 1993: Der geschlagene Mann (Men Don’t Tell)
- 1993: Die Abenteuer von Huck Finn (The Adventures of Huck Finn)
- 1994: Wyatt Earp – Das Leben einer Legende (Wyatt Earp)
- 1994: Die Indianer von Cleveland II (Major League II)
- 1995: Wild Bill
- 1996–2001: Nash Bridges
- 1997: Traveller – Die Highway-Zocker (Traveller)
- 1999: Der Gigant aus dem All (The Iron Giant, Stimme)
- 2000: The Cell
- 2003: Unterwegs nach Cold Mountain (Cold Mountain)
- 2006: Todesritt nach Jericho (The Far Side of Jericho)
- 2006: Vergeltung – Sie werden Dich finden (Altered)
- 2007: The Final Season
- 2007: Jesse Stone: Alte Wunden (Jesse Stone: Seachange)
- 2007: Monk (Fernsehserie, eine Folge)
- 2008: Appaloosa
- 2009: The New Daughter
- 2009: Mord in Louisiana (In the Electric Mist)